# Медаль «За победу при Кагуле»
Медаль «За победу при Кагуле» — медаль Российской империи, учреждена Адмиралтейской коллегией по указу Екатерины II в 1770 году. Медаль вручалась низшим чинам русской армии под руководством П. А. Румянцева, а также казакам, принимавшим участие в сражении при Кагуле. Медаль для унтер-офицеров отличалась от солдатской. Медаль имела форму круга, изготовлялась из серебра. Медаль носили на Андреевской ленте.

## См.также
- Сражение при Кагуле